# 八ッ瀬川
八ッ瀬川（やつせがわ）は、東京都小笠原村父島字北袋沢を流れる河川である。

## 概要
八ッ瀬川は父島の中では比較的川幅のある河川である。上流域に設けられている時雨ダムより流下してくるが、この時雨ダムの水は父島での生活用水の水源として利用されている。また、流域周辺では林野となっており、父島南部の自然遺産地区（保護地区）の入口となっている。

## 流路
東方の時雨山付近に端を発し、西方へと流下する流路を持つ。流域周辺は主に山林となっており、自然遺産地区にも隣接している。父島字北袋沢のほぼ中央部にて、常世ノ滝を流下し南より流下してくる沢と合流する。さらに東京都道240号父島循環線に接近する付近にて小曲ダムに端を発し、北より流下してくる沢と合流する。この付近より川幅が幾分か広くなる。その後、東京都道240号父島循環線の南側に並行し、蛇行しながら西へと流下し小港海岸に至り終点となる。

## 橋梁
- （遊歩道）

## 周辺の施設・関連事項
- 時雨ダム
- 常世ノ滝
- 八ッ瀬橋